# Уэлс (индейская колония)
Уэлс (англ. Wells Colony) — индейская колония западных шошонов, расположенная в северо-восточной части штата Невада, США.

## История
Индейская колония Уэлс — одна из четырёх отдельных резерваций, которыми управляет племя те-моак, другими являются Батл-Маунтин, Саут-Форк и Элко. Приход евроамериканцев в середине XIX века и образование Территории Невада положили конец полукочевому образу жизни западных шошонов. Они жили и работали в городе Уэлсе с момента его основания как железнодорожной станции в 1870 году. В течение многих лет этот район округа Элко приходил в упадок из-за нехватки земли, низкой заработной платы и плохих условий жизни. В 1970-х годах группа западных шошонов, живущая в окрестностях города Уэлс, организовала Совет племени для решения этих проблем. В 1980 году была образована индейская колония Уэлс.
В настоящее время в Уэлсе нет крупного производства. На территории колонии действует несколько малых предприятий. В табачной лавке, являющейся основным источником дохода резервации, продаются сувениры местных жителей, продукты питания, безалкогольные напитки, табак и сигареты.

## География
Колония находится в центральной части округа Элко и полностью расположена на территории города Уэлс. Общая площадь резервации составляет 0,328 км². Штаб-квартира племени находится в городе Уэлс.

## Демография
По данным федеральной переписи населения 2010 года, в колонии проживало 70 человек. Согласно федеральной переписи населения 2020 года в Уэлсе проживало 54 человека, насчитывалось 28 домашних хозяйств и 28 жилых домов. Средний возраст, проживающих в колонии, составлял 45,3 года. Средний доход на одно домашнее хозяйство в индейской колонии составлял 36 250 долларов США. Около 17,9 % всего населения находились за чертой бедности, в том числе ни одного, кому ещё не исполнилось 18 лет, и 25 % старше 65 лет.
Расовый состав распределился следующим образом: белые — 4 чел., афроамериканцы — 0 чел., коренные американцы (индейцы США) — 44 чел., азиаты — 0 чел., океанийцы — 0 чел., представители других рас — 3 чел., представители двух или более рас — 3 человека; испаноязычные или латиноамериканцы любой расы составили 14 человек. Плотность населения составляла 164,6 чел./км².

## Комментарии
1. ↑  В состав резервации входит часть населённого пункта.